# Esta Noite Encarnarei no Teu Cadáver
Esta noite encarnarei no teu cadáver és una pel·lícula brasilera de terror de 1967, protagonitzada i dirigida per José Mojica Marins, que encarna el seu famós personatge Zé do Caixão. La pel·lícula és una seqüela d' À Meia-Noite Levarei Sua Alma de 1964. Al novembre de 2015 la pel·lícula va entrar a la llista feta per l'Associação Brasileira de Críticos de Cinema (Abraccine) de les 100 millors pel·lícules brasileres de tots els temps.

## Sinopsi
Després de recuperar-se dels fets de l'anterior pel·lícula i ser absolt pels tribunals, Josefel Zanatas o "Zé do Caixão" intenta trobar, en un poble on és director funerari, la donzella que li donarà el fill perfecte, convençut que l'única forma d'immortalitat és la de la sang i no la de l'esperit. Amb l'ajuda del fidel servent Bruno, segresta sis noies del poble, i mentre la policia les busca i el clergat intenta apaivagar la gent enfadada, fa la prova de la por: només a una donzella. Marcia, no l'espanta l'atac de les taràntules enmig de la nit. Aquesta serà escollida? Les altres es lliuraran a la voluptuositat de l'horrible criat de Zé, o les posaran en un pou ple de serps de cascavell. Una de les víctimes, Jandira, jura abans de morir que es reencarnarà al cadàver del sàdic. Aquest allibera la seva favorita i marxa a la recerca d'una altra donzella. Atrau a Laura, filla del coronel, recentment arribat, al seu cau dels horrors i la manté sota un domini místic. Amb ella tindrà el seu fill.
Durant la nit, Zé té un malson (escenes acolorides): la mort el porta a un cementiri, on els cadàvers surten de les tombes i el porten a l'infern. Passadissos de gel, on homes i dones ensangonats són torturats permanentment pels botxins del rei de les tenebres, dels quals Zé do Caixão identifica la seva pròpia fesomia. Les seves víctimes apareixen, amenaçadores, i Zé es desperta. La seva dona no podrà tenir el part i sucumbeix. La seva esperança de perpetuar el seu ésser s'esvaeix, i Zé do Caixão pronuncia blasfèmies contra els homes i les seves divinitats, en el moment que la gent, enfadada, va darrere seu. Després d'escapar d'un atac, Zé entra en un pantà i mor davant dels seus perseguidors i de les autoritats, quan els esquelets de les seves víctimes suren a la superfície. Es va complir el jurament de la donzella que havia sacrificat.

## Repartiment
- José Mojica Marins.... Zé do Caixão
- Tina Wohlers.... Laura
- Nádia Freitas.... Márcia
- Nelson Stasionis(as).... Cadavérico
- Antônio Fracari.... Truncador
- Osvaldo de Souza
- Tânia Mendonça
- Mina Monte
- Esmeralda Ruschel
- Roque Rodrigues.... Coronel
- William Morgan
- Arlete Brazolin
- Graveto
- José Carvalho
- Paula Ramos
- José Lobo
- Geraldo Bueno
- José Vedovato
- Nádia Tell
- Nivaldo de Lima
- Laércio Laurelli.... doblador de la veu de José Mojica Marins

## Producció
Els censors brasilers van obligar al director i estrella José Mojica Marins a retallar el final de la pel·lícula perquè Zé do Caixão arribés a creure en l'existència i l'autoritat de Déu, i es penedís. Mojica es va oposar a la demanda, que va pensar que havia fet una "maledicció" sobre ell i la seva carrera.

## Recepció
Dennis Schwartz d' Ozus' World Movie Reviews va donar a la pel·lícula una nota de "C-", anomenant-la una "pel·lícula de terror sobrenatural tediosa i excessivament predicadora." Dave Sindelar de Fantastic Movie Musings and Ramblings va escriure: "La pel·lícula en si té una sensació real d'horror surrealista i discordant, però el seu principal problema pot ser la seva falta de subtilesa; els temes semblen descaradament obvis i una mica massa articulats de manera autoconscient. A més, com que la filosofia de Zé do Caixão no és tan complexa, només pots escoltar la seva xerrada durant tant de temps abans que comenci a ser cansat."